# Boppin' with The Chet Baker Quintet
| Recensione | Giudizio |
| ---------- | -------- |
| AllMusic   |          |

Boppin' with The Chet Baker Quintet è un album a nome The Chet Baker Quintet, pubblicato dalla casa discografica Prestige Records nell'aprile del 1968 .

## Tracce

### LP
Lato A
1. Go-Go – 4:32 (musica: Richard Carpenter, Gladys Bruce)
2. Lament for the Living – 7:00 (musica: Tadd Dameron)
3. Pot Luck – 8:14 (musica: Richard Carpenter)

Lato B
1. Bud's Blues – 6:17 (musica: Sonny Stitt)
2. Romas – 6:52 (musica: Tadd Dameron)
3. On a Misty Night – 7:33 (musica: Tadd Dameron)

## Formazione
"The Chet Baker Quintet"
- Chet Baker – flicorno
- George Coleman – sassofono tenore
- Kirk Lightsey – pianoforte
- Herman Wright – contrabbasso
- Roy Brooks – batteria

Note aggiuntive
- Richard Carpenter – produttore
- Mark Gardner – note retrocopertina album originale [3]